# Guro (distrito)
Guro es un distrito de la provincia de Manica, en Mozambique, con una población censada en agosto de 2017 de 96 930 habitantes.
Se encuentra ubicado en el centro-oeste del país, a orillas del río Pungwe, junto a la frontera con República de Zimbabue y cerca del monte Binga.